# کروماتوگرافی سیال فوق بحرانی

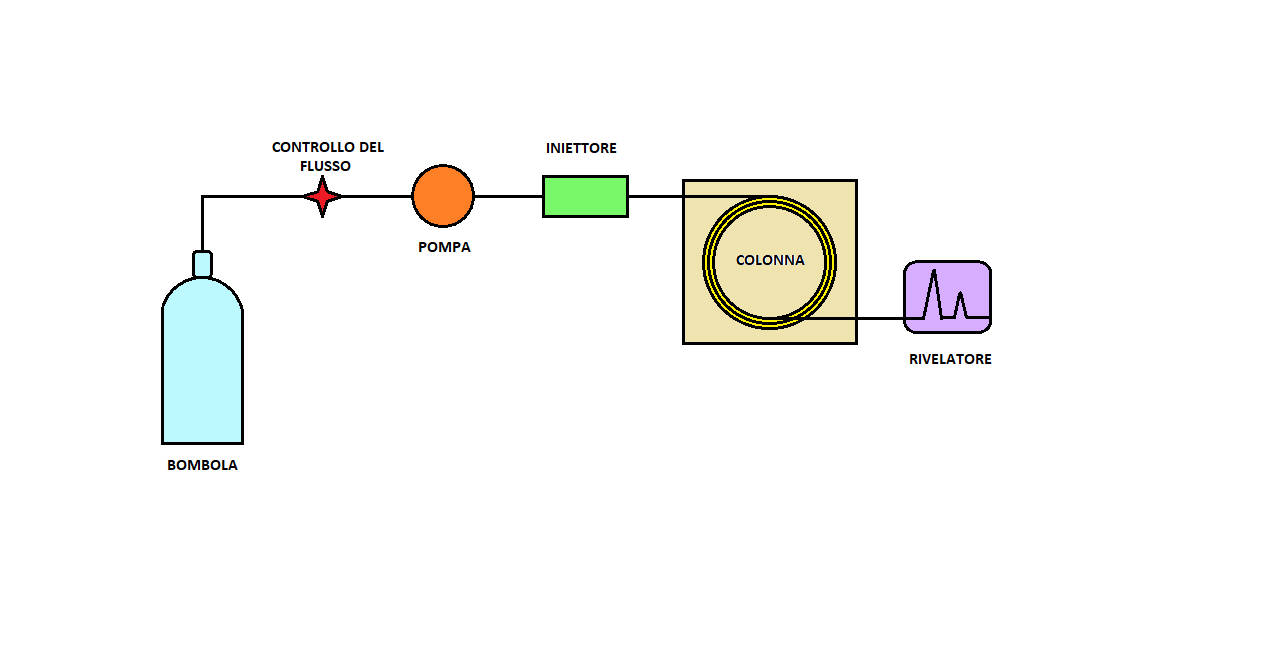
کروماتوگرافی سیال فوق بحرانی (SFC)

کروماتوگرافی سیال فوق بحرانی (SFC) نوعی کروماتوگرافی فاز طبیعی است که از یک سیال فوق بحرانی مانند کربن دی‌اکسید به عنوان فاز متحرک استفاده می‌کند. این کروماتوگرافی برای تجزیه و تحلیل و تصفیه جرم مولکولی کم تا متوسط، مولکولهای حساس به گرما استفاده می‌شود و همچنین می‌تواند برای جداسازی ترکیبات کایرال مورد استفاده قرار گیرد. اصول آن مشابه با کروماتوگرافی مایع با کارایی بالا (HPLC) است، اما SFC معمولاً از کربن دی‌اکسید به عنوان فاز متحرک استفاده می‌کند؛ بنابراین کل مسیر جریان کروماتوگرافی باید تحت فشار قرار گیرد. از آنجا که مرحله فوق بحرانی وضعیتی را نشان می‌دهد که در آن خصوصیات مایع و گاز همگرا می‌شوند، کروماتوگرافی سیال فوق بحرانی گاهی اوقات کروماتوگرافی همگرایی نیز نامیده می‌شود.

## کاربردها
کروماتوگرافی سیال فوق بحرانی (SFC) در صنعت در درجه اول برای جداسازی مولکولهای کایرال استفاده می‌شود و از ستونهای مشابه سیستمهای HPLC استاندارد استفاده می‌کند. در حال حاضر SFC معمولاً برای جداسازی‌های دستیابی و تصفیه در صنعت داروی شیمیاییاستفاده می‌شود.